# Zhang Zhizhen
Zhang Zhizhen (chinesisch 张之臻, Pinyin Zhāng Zhīzhēn; * 16. Oktober 1996 in Shanghai) ist ein chinesischer Tennisspieler.

## Karriere
Zhang spielt hauptsächlich auf der ITF Future Tour und der ATP Challenger Tour. Auf ersterer gewann er je einen Titel im Einzel und Doppel.
2015 kam er bei den Shenzhen Open zu seinem Debüt auf der ATP World Tour. Nach überstandener Qualifikation gewann er in der Auftaktrunde mit 6:4, 6:4 gegen den Japaner Gō Soeda, ehe er im Achtelfinale Jiří Veselý in zwei Sätzen unterlag. Eine Woche später spielte er beim Shanghai Rolex Masters an der Seite von Wu Di, mit dem er dem Doppel David Goffin / Dominic Thiem in zwei Sätzen unterlag.
2017 gab er sein Debüt für die chinesische Davis-Cup-Mannschaft.

## Erfolge
| Legende (Anzahl der Siege) |
| Grand Slam                 |
| ATP Tour Finals            |
| ATP Tour Masters 1000      |
| ATP Tour 500               |
| ATP Tour 250 (1)           |
| ATP Challenger Tour (5)    |

| ATP-Titel nach Belag |
| Hartplatz (1)        |
| Sand (0)             |
| Rasen (0)            |

### Einzel

#### Turniersiege
| Nr. | Datum             | Turnier     | Belag     | Finalgegner      | Ergebnis       |
| --- | ----------------- | ----------- | --------- | ---------------- | -------------- |
| 1.  | 8. September 2019 | Jinan       | Hartplatz | Gō Soeda         | 7:5, 2:6, 6:4  |
| 2.  | 3. November 2019  | Shenzhen II | Hartplatz | Li Zhe           | 6:3, 4:6, 6:1  |
| 3.  | 7. August 2022    | Cordenons   | Sand      | Andrea Vavassori | 2:6, 7:65, 6:3 |

#### Finalteilnahmen
| Nr. | Datum              | Turnier  | Belag     | Finalgegner | Ergebnis   |
| --- | ------------------ | -------- | --------- | ----------- | ---------- |
| 1.  | 24. September 2024 | Hangzhou | Hartplatz | Marin Čilić | 6:75, 6:75 |

### Doppel

#### Turniersiege

##### ATP Tour
| Nr. | Datum            | Turnier   | Belag         | Partner      | Finalgegner                            | Ergebnis |
| --- | ---------------- | --------- | ------------- | ------------ | -------------------------------------- | -------- |
| 1.  | 11. Februar 2024 | Marseille | Hartplatz (i) | Tomáš Macháč | Patrik Niklas-Salminen Emil Ruusuvuori | 6:3, 6:4 |

##### ATP Challenger Tour
| Nr. | Datum              | Turnier      | Belag     | Partner | Finalgegner                       | Ergebnis  |
| --- | ------------------ | ------------ | --------- | ------- | --------------------------------- | --------- |
| 1.  | 17. September 2016 | Nanchang     | Hartplatz | Wu Di   | Nicolás Barrientos Ruben Gonzales | 7:64, 6:3 |
| 2.  | 9. September 2017  | Zhangjiagang | Hartplatz | Gao Xin | Chen Ti Yi Chu-huan               | 6:2, 6:3  |

### Mixed

#### Finalteilnahmen
| Nr. | Datum          | Turnier | Belag | Partnerin  | Finalgegner                     | Ergebnis         |
| --- | -------------- | ------- | ----- | ---------- | ------------------------------- | ---------------- |
| 1.  | 2. August 2024 | Paris   | Sand  | Wang Xinyu | Kateřina Siniaková Tomáš Macháč | 2:6, 7:5, [8:10] |

## Abschneiden bei Grand-Slam-Turnieren

### Einzel
| Turnier         | 2020 | 2021 | 2022 | 2023 | 2024 | 2025 | Karriere |
| --------------- | ---- | ---- | ---- | ---- | ---- | ---- | -------- |
| Australian Open | Q1   | —    | —    | 1    | 2    | 1    | 2        |
| French Open     | —    | Q2   | —    | 3    | 3    |      | 3        |
| Wimbledon       |      | 1    | Q2   | 1    | 2    |      | 2        |
| US Open         | —    | —    | 1    | 3    | 1    |      | 3        |

Zeichenerklärung: S = Turniersieg; F, HF, VF, AF = Einzug ins Finale / Halbfinale / Viertelfinale / Achtelfinale; 1, 2, 3 = Ausscheiden in der 1. / 2. / 3. Hauptrunde; Q1, Q2, Q3 = Ausscheiden in der 1. / 2. / 3. Qualifikationsrunde; nicht ausgetragen